# Bellvei
Bellvei és un municipi de la Catalunya del sud, a la comarca del Baix Penedès. El 2023 tenia 2368 habitants.
Escrit antigament com Bellvehi o Bellvey, està documentat al segle xi com Castellum bellivicini, compost de bell i veure, és a dir «bella vista» per la presència d'una talaia.

## Geografia
- Llista de topònims de Bellvei (muntanyes, serres, collades, indrets, rius, fonts, cases, masies, esglésies, etc).

## Història
Apareix citat per primera vegada el 1037 en un conflicte que va enfrontar al senyor del castell de Castellet amb el monestir de Sant Cugat. Apareix citada la torre de Tedbert que dicunt Bellvizi. La torre no va ser mai un castell sinó més una fortalesa dependent del castell de Castellet.
El 1326 Guillem de Bellvei va adquirir per un període de nou anys el castell de Lavit. Tanmateix, els seus hereus es van negar tornar-lo a la fi del termini, el que va obligar el mateix rei, Pere III, d'intervenir en l'assumpte, i imposar el retorn. Durant molt temps, Bellvei va dependre de Castellet, dependència que està documentada fins al segle xviii. El municipi es va formar a partir del final de les senyories el 1835.

## Cultura
L'església parroquial està dedicada a Santa Maria. És un edifici del segle xvii, aixecat al mateix lloc en el qual hgi havia la primitiva església romànica. És de nau única, amb volta de canó i capelles laterals. Va ser construït per encàrrec de la baronessa d'Aguilar, antiga senyora de Castellet. Es va convertir en parròquia independent el 1809. L'antiga torre va ser reconstruïda per complet el 1932. És de planta circular i ha quedat integrada dins de l'edifici conegut com a Cal Roig.
El Mas de la Muga és als afores del poble. L'edifici, propietat de la família Parellada-Vilella, apareix ja documentat el segle xi. De l'antiga construcció només queda dempeus una part de la torre quadrada i un parell de torres cilíndriques.
Celebra la festa major durant el mes d'agost, sent el dia 15 el principal. El dia de Corpus, els carrers es decoren amb catifes de flors.

## Economia
Una part important de l'economia es basa en l'agricultura de secà: la vinya, els garrofers i els cereals són els principals cultius. Un 4% de les terres és de regadiu. La tradicional fabricació de gorres de palla, que a l'apogeu ocupava una seixantena de dones, avui ha desaparegut, però s'ha creat una escola per a mantenir l'ofici artesanal. L'Associació d’Amics per a la Recuperació i Promoció de les Gorres de Cop actua per mantenir viva la tradició.
Per atreure indústries s'ha construït un parc industrial conegut com Els Masets que es va estrenar el 2018.
En aquest polígon industrial hi ha la deixalleria comarcal.

## Demografia
| 1497 f | 1515 f | 1553 f | 1717 | 1787 | 1857 | 1877 | 1887 | 1900 | 1910 |
| ------ | ------ | ------ | ---- | ---- | ---- | ---- | ---- | ---- | ---- |
| 19     | 17     | 17     | 100  | 344  | 853  | 807  | 812  | 848  | 763  |

| 1920 | 1930 | 1940 | 1950 | 1960 | 1970 | 1981 | 1990 | 1992  | 1994  |
| ---- | ---- | ---- | ---- | ---- | ---- | ---- | ---- | ----- | ----- |
| 764  | 716  | 664  | 678  | 611  | 732  | 877  | 946  | 1.006 | 1.006 |

| 1996  | 1998  | 2000  | 2002  | 2004  | 2006  | 2008  | 2010  | 2012  | 2014  |
| ----- | ----- | ----- | ----- | ----- | ----- | ----- | ----- | ----- | ----- |
| 1.241 | 1.273 | 1.368 | 1.431 | 1.541 | 1.748 | 1.985 | 2.110 | 2.110 | 2.174 |

| 2016 | 2018  | 2020  | 2022  | 2024  | 2026 | 2028 | 2030 | 2032 | 2034 |
| ---- | ----- | ----- | ----- | ----- | ---- | ---- | ---- | ---- | ---- |
| -    | 2.190 | 2.237 | 2.346 | 2.417 | -    | -    | -    | -    | -    |

Creixement demogràfic de Bellvei segons l'Idescat

## Política

### Eleccions municipals
Nombre de regidors per partit
| Junts | - | -  | -  | -  | -  | - | -  | -  | -  | -  | 3  | 5  |
| PSC | 2 | 3  | 3  | 2  | 2  | 2 | 1  | 2  | 1  | 1  | 3  | 2  |
| PP | - | -  | -  | 0  | -  | 1 | 1  | 1  | 1  | 0  | -  | 0  |
| ERC | - | -  | -  | -  | -  | - | -  | -  | -  | -  | -  | 0  |
| ECP | - | -  | -  | -  | -  | - | -  | -  | -  | -  | -  | 1  |
| + Bellvei | - | -  | -  | -  | -  | - | -  | -  | 5  | 6  | 4  | 2d |
| C's | - | -  | -  | -  | -  | - | -  | -  | 0  | -  | 1  | -  |
| CiU | - | 1  | 1  | 3  | 5  | 6 | 5  | 5  | 4  | 4  | -  | -  |
| UCD | 5 | -  | -  | -  | -  | - | -  | -  | -  | -  | -  | -  |
| Altres | - | 3a | 3b | 2a | 2a | - | 2c | 1c | -  | -  | -  | 1e |
| Total | 7 | 7  | 7  | 7  | 9  | 9 | 9  | 9  | 11 | 11 | 11 | 11 |
| a Agrupamiento de Electores Ind. de Bellveí; b Unió de Bellvei; c Entesa per Bellvei - FIC; d Afiliats amb la coalició APL; e Treballem per Bellvei - FIC; |   |    |    |    |    |   |    |    |    |    |    |    |

### Eleccions al Parlament de Catalunya del 2012
| Candidatura | Candidatura   | Cap de llista           | Vots | Regidors | % vots |
| ----------- | ------------- | ----------------------- | ---- | -------- | ------ |
|             | CiU           | Artur Mas               | 302  |          | 33,33  |
|             | PPC           | Alicia Sánchez-Camacho  | 175  |          | 18,55  |
|             | PSC           | Pere Navarro i Morera   | 151  |          | 16,01  |
|             | ERC           | Oriol Junqueras         | 99   |          | 10,49  |
|             | ICV-EUiA      | Joan Herrera            | 65   |          | 6,89   |
|             | C's           | Albert Rivera           | 63   |          | 6,68   |
|             | CUP           | David Fernández i Ramos | 34   |          | 3,60   |
|             | Vots en blanc |                         | 15   |          | 1,57   |
|             | Altres        |                         | 52   |          | 9,12   |
| Total       | Total         | 956                     | 956  |          | 63,95  |

### Eleccions al Parlament de Catalunya del 2015
| Candidatura | Candidatura   | Cap de llista        | Vots  | Regidors | % vots |
| ----------- | ------------- | -------------------- | ----- | -------- | ------ |
|             | JxSí          | Raül Romeva          | 365   |          | 31,66  |
|             | C's           | Inés Arrimadas       | 262   |          | 22,72  |
|             | PSC           | Miquel Iceta         | 167   |          | 14,48  |
|             | PPC           | Xavier García Albiol | 132   |          | 11,45  |
|             | CSQP          | Lluís Rabell         | 93    |          | 8,07   |
|             | CUP           | Antonio Baños        | 85    |          | 7,37   |
|             | Vots en blanc |                      | 6     |          | 0,52   |
|             | Altres        |                      | 50    |          | 3,73   |
| Total       | Total         | 1.160                | 1.160 |          | 76,22  |

### Eleccions al Parlament de Catalunya del 2017
| Candidatura | Candidatura   | Cap de llista        | Vots  | Regidors | % vots |
| ----------- | ------------- | -------------------- | ----- | -------- | ------ |
|             | C's           | Inés Arrimadas       | 423   |          | 33,95  |
|             | ERC           | Oriol Junqueras      | 250   |          | 20,06  |
|             | JxCat         | Carles Puigdemont    | 203   |          | 16,29  |
|             | PSC-UxA       | Miquel Iceta         | 176   |          | 14,13  |
|             | CEC           | Xavier Domènech      | 74    |          | 5,94   |
|             | PPC           | Xavier García Albiol | 54    |          | 4,33   |
|             | CUP           | Carles Riera         | 45    |          | 3,61   |
|             | Vots en blanc |                      | 5     |          | 0,4    |
|             | Altres        |                      | 29    |          | 3,31   |
| Total       | Total         | 1.259                | 1.259 |          | 79,99  |